# Херпес
Herpes simplex је вирусна инфекција узрокована вирусом херпес симплекса. Инфекције су категорисане на основу зараженог дела тела. Орални херпес захвата лице или уста. То може довести до стварања малих пликова у групама које се често називају чиреви или грознице или може само изазвати упалу грла. Генитални херпес, често познат и као само херпес, може имати минималне симптоме или формирати пликове који се отварају и резултирају малим чиревима. Они се обично залече након две до четири недеље. Пецкање или болови при пуцању могу се јавити пре него што се појаве чиреви. Херпесови циклуси између периода активне болести праћени периодима без симптома. Прва епизода је често тежа и може бити повезана са грозницом, боловима у мишићима, отеченим лимфним чворовима и главобољом. Временом се учесталост и озбиљност епизода активне болести смањују. Остали поремећаји узроковани херпес симплексом укључују: херпетични пришт када захвата прсте, херпес ока, херпесну инфекцију мозга, и неонатални херпес када погађа новорођенче, између осталих.
Постоје две врсте вируса херпес симплекса, тип 1 (HSV-1) и тип 2 (HSV-2). HSV-1 чешће изазива инфекције око уста, док HSV-2 чешће изазива гениталне инфекције. Они се преносе директним контактом са телесним течностима или лезијама заражене особе. Пренос се може догодити и ако симптоми нису присутни. Генитални херпес је класификован као полно преносива инфекција. Може се проширити на одојче током порођаја. Након инфекције, вируси се транспортују дуж сензорних живаца до тела нервних ћелија, где остају доживотно. Узроци поновне појаве могу укључивати: смањену имунолошку функцију, стрес и излагање сунчевој светлости. Орални и генитални херпес се обично дијагнозира на основу присутних симптома. Дијагноза се може потврдити вирусном културом или детекцијом ДНК херпеса у течности из чирева. Тестирање крви на антитела против вируса може потврдити претходну инфекцију, али је бити негативно код нових инфекција.
Најефикаснији начин избегавања гениталних инфекција је избегавање вагиналног, оралног и аналног секса. Употреба кондома смањује ризик. Свакодневни антивирусни лекови које узима неко ко има инфекцију такође могу смањити ширење. Вакцина није доступна и након заражавања, нема лека. Парацетамол (ацетаминофен) и локални лидокаин могу се користити за ублажавање симптома. Третмани антивирусним лековима, као што су ацикловир или валацикловир, могу смањити озбиљност симптоматских епизода.
Светске стопе HSV-1 или HSV-2 код одраслих су између 60% и 95%. HSV-1 се обично стиче у детињству. Стопе оба се повећавају са старењем људи. Стопе HSV-1 су између 70% и 80% у популацијама ниског социоекономског статуса и 40% до 60% у популацијама побољшаног социоекономског статуса. Процењује се да је 536 милиона људи широм света (16% популације) инфицирано HSV-2 од 2003. године са већом стопом међу женама и људима у земљама у развоју. Већина људи са HSV-2 није свесна да је заражена. Назив потиче од Грчки: ἕρπης , што је повезано са значењем „пузати”, а односи се на ширење чирева. Назив се не односи на латенцију.

## Етимологија
Назив је од Грчки: ἕρπης herpēs, што је у вези са значењем „пузати“, а односи се на ширење пликова. Назив се не односи на кашњење.

## Знаци и симптоми
инфекција узрокује неколико различитих медицинских поремећаја. Уобичајена инфекција коже или слузокоже може захватити лице и уста (орофацијални херпес), гениталије (генитални херпес) или руке (херпетични пришт). Озбиљнији поремећаји се јављају када вирус инфицира и оштети око (херпесни кератитис), или нападне централни нервни систем, оштећујући мозак (херпесни енцефалитис). Људи са незрелим или потиснутим имунолошким системом, попут новорођенчади, прималаца трансплантата или особа са сидом, склони су озбиљним компликацијама изазваним HSV инфекцијама. HSV инфекција је такође повезана са когнитивним дефицитом биполарног поремећаја и Алцхајмерове болести, иако то често зависи од генетике заражене особе.
У свим случајевима, имунски систем никада не уклања HSV из тела. Након примарне инфекције, вирус улази у живце на месту примарне инфекције, мигрира у ћелијско тело неурона и постаје латентан у ганглијама. Као резултат примарне инфекције, тело производи антитела на одређени тип HSV-а, спречавајући накнадну инфекцију тог типа на другом месту. Код појединаца инфицираних са HSV-1, сероконверзија након оралне инфекције спречава додатне инфекције са HSV-1 као што су пришт, генитални херпес и херпес ока. Постоје индикације да претходна сероконверзија са HSV-1 смањује симптоме касније инфекције HSV-2, иако још увек може доћи до HSV-2 заражавања.
Многи људи заражени са HSV-2 не показују физичке симптоме - појединци без симптома су описани као асимптоматски или са субклиничким херпесом.

## Настанак и развој инфекције
При примарном контакту са овим вирусом настаје иницијална инфекција коју карактеришу повишена температура, општа слабост, болови у мишићима, увећање лимфних чворова итд. што спада у категорију општих симптома. Међутим, има случајева када се не јави ни један од ових симптома и инфекција вирусом пролази незапажено - инапарентна инфекција. Што се тиче локалних симптома јављају се осећај напетости и свраба на месту где се након неког времена појављују пликови величине 1-2 mm који су испуњени бело-жутом течношћу. Они убрзо пуцају и праве красте које се суше и не остављају ожиљак. Код гениталног херпеса локализовани су на спољним гениталијама, грлићу материце, изводном мокраћном каналу, простата, тестиса и регији око аналног отвора, а понекад и на препонама. Симптоми херпеса могу бити веома различити од особе до особе. Након иницијалне инфекције симптоми почињу да слабе а вирус креће пут нервног система, где се смешта у нервне ћелије и прелази у стање мировања заштићен од имунског система. Управо је то разлог због којег је овај вирус способан да доживотно остане у организму.
Различити провоцирајући фактори као што су стрес, менструација, пад имунитета, механичка оштећења, операције, итд. доводе до реактивације вируса и његов прелазак из латентног у активно стање. Међутим, симптоматологија поновног активирања вируса је по правилу блажа, краће траје и нема општих (ако има, знатно су блажи) већ само локалних симптома. Поновне инфекције код организма који је у солидном стању се ретко јављају, једном годишње, а код особа са слабијим имунским системом могу се јавити и више пута годишње.

## Превенција и лечење
Превенција се заснива на заштићеном сексуалном контакту (презерватив) као и јачању имунског система. Лечење се спроводи употребом антивирусног лека на бази ацикловира, који значајно ублажава симптоме. Међутим, овај лек не може потпуно да елиминише вирус из организма јер увек остаје један проценат вируса који се налазе ”успавани” у нервним ћелијама и који се могу активирати.
Ниједна метода не искорењује вирус херпеса из тела, али антивирусни лекови могу смањити учесталост, трајање и тежину избијања. Аналгетици као што су ибупрофен и парацетамол (ацетаминофен) могу смањити бол и температуру. Локални анестетички третмани као што су прилокаин, лидокаин, бензокаин или тетракаин такође могу ублажити свраб и бол.